# Hakima Darhmouch
Hakima Darhmouch, née le 2 avril 1978 à Saint-Josse (Bruxelles), est une journaliste belge travaillant sur la chaîne de télévision publique RTBF.

## Biographie

### Enfance
Hakima Darhmouch est née le 2 avril 1978 à Saint-Josse (Bruxelles) de parents marocains. Elle fait ses maternelles et la moitié de ses primaires à l'école numéro 14 de Schaerbeek. De cette période, Hakima Darhmouch retient surtout son assiduité pour l'école, malgré son âge, et un certain nombre de valeurs inculquées en dehors de la vie familiale, notamment le goût d'apprendre. Ce n'est qu'au départ à la retraite de son institutrice préférée, Françoise Wouters, qu'elle redécouvre l'établissement scolaire de son enfance.

### Formation
Se considérant elle-même comme une éternelle bavarde, et intéressée par les relations publiques, les études en communication constituent un choix évident pour elle. Elle envisage tout d'abord de s'inscrire à l'Université libre de Bruxelles. Appréciant le cadre de l'école secondaire avec des classes de 18 élèves et le côté familial de l'école, elle opte finalement pour l'Institut supérieur de Formation sociale et de communication à Schaerbeek où elle effectue un baccalauréat en communication. Ce type de formation lui permet d'effectuer des stages dès sa première année[réf. nécessaire].
Au fil de son baccalauréat, poussée par ses professeurs, elle s'oriente vers la radio et fait des stages à Nostalgie et à Bel RTL. Ces derniers lui offrent la possibilité d'interviewer, à 19 ans, des personnalités telles que Patrick Timsit (sa première interview), Valérie Lemercier, Marc Lavoine ou encore Gérard Lanvin.
En septembre 2014, en parallèle de son travail de journaliste et de présentation du Journal télévisé, elle reprend ses études en suivant un master en Executive Management à l'école de commerce Solvay,, qu'elle réussit le 30 juin 2015. Se fixer cet objectif lui a permis, selon elle, d'acquérir des compétences complémentaires à son domaine. Elle aspire à « penser la télé de demain » au sein d'un « labo » d’idées, toujours au sein de RTL-TVI, et ambitionne une éventuelle reconversion après le Journal, sans toutefois vouloir changer d’orientation professionnelle.

### Carrière
Elle arrive à la rédaction de RTL en 1999 et commence sur Bel RTL par présenter des informations sur le trafic routier et la météo. Ensuite, elle rejoint la rédaction de RTL-TVI au début, comme reporter, tant en Belgique qu'à l'étranger. Elle passe son premier duplex le 8 août 2001[réf. nécessaire].
Elle présente ensuite des émissions de la chaîne. Parmi celles-ci, citons Entrée interdite, un magazine estival qu'elle présente pendant trois saisons avant d'en céder la place à Micheline Thienpont en raison d'un agenda chargé à la tête du journal télévisé,.
Le 28 mai 2006, elle présente son premier journal télévisé sur la chaîne. Depuis lors, elle alterne la présentation du journal avec du travail sur le terrain[réf. nécessaire].
En 2009, elle reprend en partie la présentation de l'émission Vivrensemble sur Bel RTL, émission dont elle dit qu'elle lui tient particulièrement à cœur, car elle laisse la parole aux auditeurs. Depuis 2012, la présentation de cette émission est assurée par Caroline Fontenoy,.
En mai 2018, elle quitte RTL Belgium pour occuper le poste de responsable du pôle culture et musique à la RTBF.
Le 15 novembre 2021, elle quitte le journalisme pour entrer à l’agence de consultance Akkanto qui accompagne des entreprises dans la gestion de leur réputation. Dans ce cadre, elle organise des entretiens dans le club d'affaires The Merode.

## Récompenses
Elle est élue meilleure présentatrice du JT de 19 h aux Moustiques d'Or de 2010 avec 25,72 % des suffrages, devançant François de Brigode.

## Appel en politique
Hakima Darhmouch a été la porte-parole et conseillère en communication de Louis Michel, ministre d’État du MR[réf. nécessaire].
Selon le quotidien belge La Dernière Heure, le Mouvement Réformateur, par le biais d'Armand De Decker, lui aurait proposé en avril-mai 2010 une place sur ses listes, mais également un portefeuille de ministre à la clé. Un contact téléphonique avec le président du MR d'alors, Didier Reynders, ne suffit pas à la convaincre d'entrer en politique,.

## Vie privée
Dans l'après-midi du samedi 25 janvier 2014, Hakima Darhmouch épouse à la maison communale de Saint-Gilles Hugo Labye, directeur photo de RTL-TVI.
Face à son activité surexposée qui lui a valu de nombreuses menaces et insultes, au printemps 2015, elle décide de recentrer ses priorités et ses activités en supprimant ses comptes Twitter et Facebook.